# Pionýrské hnutí

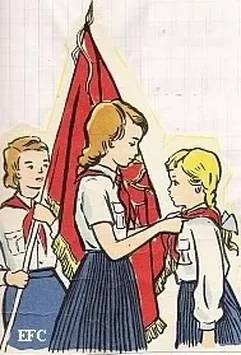
Přijímání nové členky do pionýrské organizace (sovětská pohlednice)

Pionýrské hnutí tvoří dětské a mládežnické organizace spojené obvykle s komunistickými stranami či jinými levicovými politickými silami. Děti do pionýrských organizací vstupovaly obvykle v mladším školním věku, přičemž pro nejmenší mohla existovat zvláštní organizace pod jiným jménem (v Československu to byly Jiskry), která je připravila na vstup do pionýrské organizace. V dospívání pak členové přecházeli do mládežnické organizace komunistické strany, jíž v Československu byl nejdříve Československý svaz mládeže a po roce 1970 Socialistický svaz mládeže. V době studené války existovaly pionýrské organizace v asi 30 různých státech a od roku 1958 je koordinoval Mezinárodní výbor hnutí dětí a dospívající mládeže (Comité international des mouvements d'enfants et d'adolescents, CIMEA) se sídlem v Budapešti. V tehdejším Československu byla součástí hnutí PO ČSM (později Pionýrská organizace Socialistického svazu mládeže), v Sovětském svaze Všesvazová pionýrská organizace V. I. Lenina (Sovětský Pionýr), nejdůležitější a nejstarší ze všech pionýrských organizací. Po rozpadu sovětského bloku pionýrské organizace stále v řadě zemí existují, v případě České republiky však současný Pionýr již není napojen na žádnou politickou stranu.